# フィリペ・アウグスト・カルヴァーリョ・ソウザ
フィリペ・アウグスト・カルヴァーリョ・ソウザ（Filipe Augusto Carvalho Souza，1993年8月12日 - ）は、ブラジル・バイーア州イタンベ出身のサッカー選手。ポジションはミッドフィールダー。

## 経歴

### クラブ
バイーア州出身で、2009年、16歳の時にECバイーアのユースチームに加入した。2012年、パウロ・ロベルト・ファルカン監督によってトップチームに昇格し、2012年2月に2014年までの契約を結んだ。
2012年2月29日、カンピオナート・バイアーノのカマサリFC戦にマグノ・クルスとの交代で途中出場し、プロデビューした。そのシーズンのカンピオナート・バイアーノでは3試合に出場し、クラブは優勝した。
2012年6月18日、リオ・アヴェFCに移籍金220万ユーロで5年契約を結び、移籍した。8月18日、CSマリティモ戦で移籍後初出場を果たした。2014年7月31日、UEFAヨーロッパリーグ 2014-15予選3回戦のIFKヨーテボリ戦でヨーロッパリーグ初出場を果たした。
2014年9月1日、前シーズンまでリオ・アヴェを指揮していたヌーノ・エスピーリト・サントが監督に就任したバレンシアCFに1年間のレンタルで移籍した。9月22日、ヘタフェCF戦で、ダニエル・パレホに代わって途中出場し、移籍後初出場を果たした。バレンシアでは、ほとんど出場機会がなかった。
2015-16シーズンは、SCブラガにレンタル移籍した。2015年10月にタッサ・デ・ポルトガルのアカデミコ・デ・ヴィゼウFC戦で、11月にSCファレンセ戦でペナルティキックから貴重なゴールを挙げた。2016年4月に膝を負傷し、残りのシーズンは欠場した。
2017年1月31日、SLベンフィカに5年半の契約で移籍した。そのシーズンのタッサ・デ・ポルトガル決勝のヴィトーリアSC戦に後半アディショナルタイムから途中出場し、クラブは優勝した。
2018年1月23日、アランヤスポルに2019年6月までのレンタルで移籍した。

### 代表
2012年、U-20ブラジル代表に選出された。2014年、南米ユース選手権2013に出場するU-23ブラジル代表の27名の暫定メンバーに含まれたが、最終的に選外となった。

## タイトル
ECバイーア
- カンピオナート・バイアーノ : 2012

SCブラガ
- タッサ・デ・ポルトガル : 2015-16[9]

SLベンフィカ
- プリメイラ・リーガ : 2016-17
- タッサ・デ・ポルトガル : 2016-17
- スーペルタッサ・カンディド・デ・オリベイラ : 2017[17]